# Pravin Varaiya
Pravin Varaiya (Bombaim, 1940 – 10 de junho de 2022) foi um engenheiro indiano.

## Carreira
Foi Distinguished Professor da cátedra Nortel Networks do Departamento de Engenharia Elétrica da Universidade da Califórnia em Berkeley, onde obteve o Ph.D. em engenharia elétrica em 1966.
Trabalhou nas áreas de teoria de controle, rede de telecomunicações e planejamento de transporte.
Em 1980 Varaiya tornou-se fellow do Instituto de Engenheiros Eletricistas e Eletrônicos (IEEE), em 1999 foi eleito membro da Academia Nacional de Engenharia dos Estados Unidos e em 2006 tornou-se fellow da Academia de Artes e Ciências dos Estados Unidos. Em 2002 foi laureado com o Prêmio Sistemas de Controle IEEE, "por contribuições significativas ao controle estocástico e adaptativo e à unificação dos conceitos de controle e ciência da computação". Em 2008 foi laureado com o Prêmio Richard E. Bellman do American Automatic Control Council, "por contribuições pioneiras ao controle estocástico, sistemas híbridos e pela unificação das teorias de controle e computação".

## Obras
- “High-Performance Communication Networks” (com Jean Walrand e Andrea Goldsmith) (2ª ed., Morgan-Kaufmann, 2000).